# Стронконе
Стронконе (італ. Stroncone) — муніципалітет в Італії, у регіоні Умбрія,  провінція Терні.
Стронконе розташоване на відстані близько 70 км на північ від Рима, 75 км на південь від Перуджі, 8 км на південь від Терні.
Населення — 4927 осіб (2014).

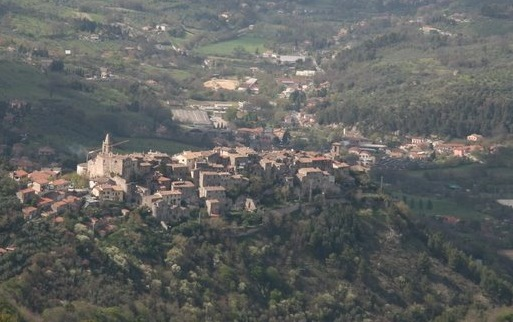

Щорічний фестиваль відбувається 7 лютого. Покровитель — Beato Antonio Vici.

## Демографія
Населення за роками:

Станом на 1 січня 2023 року в муніципалітеті офіційно проживали 343 іноземці з 32 країн, серед них 173 громадяни країн Євросоюзу та 20 громадян України.

## Сусідні муніципалітети
- Кальві-делл'Умбрія
- Конфіньї
- Коттанелло
- Греччо
- Нарні
- Отриколі
- Рієті
- Терні